# Mokranje
Mokranje (en serbe cyrillique : Мокрање) est un village de Serbie situé dans la municipalité de Negotin, district de Bor. Au recensement de 2011, il comptait 608 habitants.

## Démographie

### Évolution historique de la population
| 1948  | 1953  | 1961  | 1971  | 1981  | 1991  | 2002 | 2011 |
| ----- | ----- | ----- | ----- | ----- | ----- | ---- | ---- |
| 1 993 | 1 908 | 1 743 | 1 409 | 1 270 | 1 140 | 710  | 608  |

|  |